# ポーランドの反独闘争
ポーランドの反独闘争（ポーランドのはんどくとうそう）は、ポーランドにおいてドイツの支配に対する反対闘争である。通常は、第二次世界大戦中にナチス・ドイツに占領されたポーランドにおける、ナチス・ドイツに対するレジスタンス運動を指す。

## ロンドン系
第二共和国大統領からの後継指名により、パリにてポーランド亡命政府が発足。フランス降伏後はロンドンに移転。亡命政府は、海軍の大半と、独ソ開戦後にソ連より釈放された捕虜将兵によるポーランド第2軍団などを指揮下に置く。俗に自由ポーランド軍とも呼ばれるが、正式にはあくまでポーランド共和国の国軍である。特にソ連から脱出したアンデルス将軍指揮の部隊は活躍。

## ポーランド国内
国内軍(Armia Krajowa、AK)が活動。独自にブリスカヴィカ（サブマシンガン）を設計製造するなどして武器を蓄え、1944年8月1日ワルシャワ蜂起を起こすものの、AKがロンドン系だったためソ連の支援を得られず失敗。ソ連の裏切り行為を恨んだAKの残党は戦後も地下活動を続け、反ソ闘争を繰り広げた。

## ソ連・ルブリン系
ソ連はロンドン系政府に対抗してポーランド国民解放委員会（ルブリン政府）を擁立し、ポーランド軍団が独ソ戦末期を戦った。しかし、ソ連系ポーランド軍の兵士や将校も心の中では、ソ連はドイツと密約を結びポーランドを分割した「敵」であり、ロンドン系が正統だと考えていたという。

## その他
ポーランド人全体が反独であったわけでは無い。第一次世界大戦によって、ドイツからポーランドに編入されたドイツ系住民などは自衛団に加入し進んでドイツに協力する者もいた。
ポーランド軍捕虜としてソ連から送還された後、ポーランド第2軍団に参加し戦闘経験を積んだメナヘム・ベギンや、第2軍団から参加を拒否されそのまま現地パレスチナにてユダヤ人入植者の護衛にあたったユダヤ系ポーランド国民の軍人は、その後の中東戦争においてイスラエル軍の貴重な戦力となった。